# Tuffi ai Giochi della XXIX Olimpiade - Trampolino 3 metri maschile
Alle Olimpiadi di Pechino del 2008, nel concorso dei tuffi trampolino 3 metri, hanno partecipato 29 atleti; i primi 18 dopo il primo turno sono passati alle semifinali, mentre hanno disputato la finale i primi 12 tuffatori con il miglior punteggio (dato dalla somma del primo turno e delle semifinali).

## Risultati
| Posizione | Atleta              | Paese         | Eliminatorie | Eliminatorie | Semifinale | Semifinale | Finale | Finale    |
| Posizione | Atleta              | Paese         | Punti        | Posizione    | Punti      | Posizione  | Punti  | Posizione |
| --------- | ------------------- | ------------- | ------------ | ------------ | ---------- | ---------- | ------ | --------- |
|           | He Chong            | Cina          | 502,95       | 2            | 547,25     | 1          | 572,90 | 1         |
|           | Alexandre Despatie  | Canada        | 453,60       | 9            | 518,75     | 2          | 536,65 | 2         |
|           | Qin Kai             | Cina          | 515,50       | 1            | 508,50     | 3          | 530,10 | 3         |
| 4         | Dmitrij Sautin      | Russia        | 474,85       | 4            | 476,35     | 8          | 512,65 | 4         |
| 5         | Pavlo Rozenberg     | Germania      | 431,65       | 16           | 454,40     | 12         | 485,60 | 5         |
| 6         | Troy Dumais         | Stati Uniti   | 448,40       | 12           | 463,15     | 10         | 472,50 | 6         |
| 7         | Yahel Castillo      | Messico       | 480,65       | 3            | 504,55     | 4          | 462,10 | 7         |
| 8         | Patrick Hausding    | Germania      | 451,65       | 11           | 481,5      | 5          | 462,05 | 8         |
| 9         | Robert Newbery      | Australia     | 465,15       | 6            | 460,35     | 11         | 461,05 | 9         |
| 10        | Juan Guillermo Urán | Colombia      | 443,05       | 14           | 468,90     | 9          | 454,60 | 10        |
| 11        | Ken Terauchi        | Giappone      | 452,80       | 10           | 478,25     | 7          | 442,50 | 11        |
| 12        | Chris Colwill       | Stati Uniti   | 464,75       | 7            | 480,95     | 6          | 425,90 | 12        |
| 13        | Joona Puhakka       | Finlandia     | 469,45       | 5            | 451,95     | 13         |        |           |
| 14        | Nicola Marconi      | Italia        | 430,90       | 18           | 444,55     | 14         |        |           |
| 15        | Illya Kvasha        | Ucraina       | 461,65       | 8            | 439,55     | 15         |        |           |
| 16        | Matthew Mitcham     | Australia     | 439,85       | 15           | 427,45     | 16         |        |           |
| 17        | Aleksandr Dobroskok | Russia        | 431,15       | 17           | 412,00     | 17         |        |           |
| 18        | Reuben Ross         | Canada        | 446,15       | 13           | 395,85     | 18         |        |           |
| 19        | Jorge Betancourt    | Cuba          | 428,25       | 19           | -          | -          |        |           |
| 20        | Javier Illana       | Spagna        | 423,90       | 20           | -          | -          |        |           |
| 21        | Ramón Fumadó        | Venezuela     | 419,05       | 21           | -          | -          |        |           |
| 22        | Constantin Blaha    | Austria       | 407,55       | 22           | -          | -          |        |           |
| 23        | Yuriy Shlyakhov     | Ucraina       | 405,05       | 23           | -          | -          |        |           |
| 24        | César Castro        | Brasile       | 400,60       | 24           | -          | -          |        |           |
| 25        | Sergei Kuchmasov    | Belgio        | 399,40       | 25           | -          | -          |        |           |
| 26        | Ben Swain           | Gran Bretagna | 390,30       | 26           | -          | -          |        |           |
| 27        | Jorge Pupo          | Cuba          | 388,70       | 27           | -          | -          |        |           |
| 28        | Tommaso Marconi     | Italia        | 360,15       | 28           | -          | -          |        |           |
| 29        | Son Seongchel       | Corea del Sud | 353,35       | 29           | -          | -          |        |           |